# Flex-Able
A Flex-Able Steve Vai első szólóalbuma. 1984-ben jelent meg a lemez, melyet Vai saját költségén jelentetett meg.
A felvételekre 1983 tavaszán került sor, a produceri munkálatokat pedig maga Vai látta el.
A korong nyers és terjengős zenét tartalmazott, de számos zseniális pillanata is volt, amellett, hogy erősen lehetett érezni rajta Frank Zappa hatását. Ezen a lemezen kevésbé kap szerepet Steve technikai tudása, a dalokat inkább egyfajta progresszív rock hatás jellemzi.
A Guitar World 2009. májusi számának címlapja megegyezik a lemez borítójával, melyen Steve Vai látható egy görbe nyakú zöld gitárral.

## Számlista
Az összes szám szerzője Vai.
1. Little Green Men – 5:39
2. Viv Woman – 3:09
3. Lovers Are Crazy – 5:39
4. Salamanders in the Sun – 2:26
5. The Boy-Girl Song – 4:02
6. The Attitude Song – 3:23
7. Call it Sleep – 5:09
8. Junkie – 7:23
9. Bill's Private Parts – 0:16
10. Next Stop Earth – 0:34
11. There's Something Dead in Here – 3:46

## Bónusz dalok (csak az újra kiadott verzión)
1. So Happy – 2:44
2. Bledsoe Bluvd – 4:22
3. Burnin' Down the Mountain – 4:22
4. Chronic Insomnia – 2:05

### Újrakiadások
A lemez első újrakiadása 1988-ban jelent meg CD formátumban, az Akasha Records gondozásában, 4 bónuszdallal, valamint a Flex-Able Leftovers EP-vel. Ugyanezt a kiadványt az Epic Records később újra megjelentette 1997-ben, felújított változatban.
A lemeznek létezik egy 1992-es újrakiadása is a Curcio Records jóvoltából, mely 1992-ben jelent meg Olaszországban.

## Közreműködők
- Scott Collard – szintetizátor, billentyűs hangszerek, Fender Rhodes
- Larry Crane – lant, xilofon, csengők, vibrafon
- Greg Degler – klarinét, fuvola, szaxofon
- Joe Despagni – hang effektusok
- Laurel Fishman – ének
- Peggy Foster – basszusgitár
- Chris Frazier – dob
- Stuart Hamm – basszusgitár, hangeffektek, ének, vokál
- Bob Harris – trombita, ének
- Suzannah Harris – ének
- Billy James – ütőhangszerek, dob
- Paul Lemcke – billentyűs hangszerek
- Pai Maiocco – ének
- Tommy Mars – hegedű, billentyűs hangszerek, ének
- Ursula Rayven – ének
- Lill Vai – hangeffektusok
- Steve Vai – szintetizátor, basszusgitár, gitár, ütőhangszerek, zongora, elektromos gitár, billentyűs hangszerek, szitár, ének, csengők, producer, mérnök, dobgép, dob programozás, design, keverés
- Chad Wackerman – dobok
- Pete Zeldman – ütőhangszerek, dob
- William Becton – zeneszerző
- Aaron Brown – tervezés, illusztrációk
- John Matousek – maszter
- Mark Pinske – hangmérnök
- Neil Zlozower – fotó